# Os Trabalhos de Hércules
The Labours of Hercules (Os Trabalhos de Hércules, no Brasil e em Portugal) é um livro Agatha Christie composto por doze contos policiais, publicado em 1947. É protagonizados pelo detetive Hercule Poirot.

## Enredo
Na introdução, um conhecido de Poirot, em visita a sua casa, comenta que os pais deveriam ser mais atentos na escolha do nome dos filhos, e cita como exemplo Poirot, que não tem absolutamente nada a ver com um Hércules.
Poirot se sente desafiado e, pesquisando, descobre que jamais poderia ser comparado com o Hércules, grosso, rude e bruto. Mas, metaforicamente, ele também poderia realizar os 12 trabalhos daquele herói mitológico. E assim decide fazer e começa a escolher os seus casos utilizando este critério.
O livro apresenta, pois, doze pequenos contos, onde Poirot elimina o seu leão da Nemeia, hidra de Lerna, touro de Creta, e assim por diante.

## Contos que compõem a obra
- The Nemean Lion (O Leão da Nemeia)
- The Lernaean Hydra (A Hidra de Lerna)
- The Arcadian Deer (A Corça da Arcádia)
- The Erymanthian Boar (O Javali de Erimanto)
- The Augean Stables (Os Estábulos de Áugias)
- The Stymphalean Birds (As Aves do Lago Estínfalo)
- The Cretan Bull (O Touro de Creta)
- The Horses of Diomedes (Os Cavalos de Diomedes)
- The Girdle of Hyppolita (O Cinto de Hipólita)
- The Flock of Geryon (O Rebanho de Gerião)
- The Apples of Hesperides (As Maçãs das Hespérides)
- The Capture of Cerberus (A Captura de Cérbero)